# David Volek
David Volek (* 18. Juni 1966 in Prag, Tschechoslowakei) ist ein ehemaliger tschechischer Eishockeyspieler, -trainer und -scout, der im Verlauf seiner aktiven Karriere zwischen 1982 und 1996 unter anderem 411 Spiele für die New York Islanders in der National Hockey League auf der Position des linken Flügelstürmers bestritten hat. Volek, der im Jahr 1989 ins NHL All-Rookie Team berufen wurde, nahm als langjähriges Mitglied der tschechoslowakischen Nationalmannschaft unter anderem an den Olympischen Winterspielen 1988 im kanadischen Calgary sowie zwei Weltmeisterschaften teil. Sein Vater Pavel war als Eishockeytrainer in der Schweiz und Deutschland tätig.

## Karriere
Volek verbrachte seine Juniorenzeit zunächst in der Nachwuchsabteilung des TJ Sparta ČKD Prag aus seiner Geburtsstadt. Anschließend war er zwischen 1982 und 1984 beim TJ Slavia PS Karlovy Vary aktiv. Noch bevor der Stürmer sein erstes Spiel bei den Profis absolviert hatte, war er im NHL Entry Draft 1984 in der zehnten Runde an 208. Stelle von den New York Islanders aus der National Hockey League ausgewählt worden. Den Islanders war das Talent des Angreifers zwar bewusst, sahen die Chancen auf eine Verpflichtung aufgrund des Eisernen Vorhangs und Voleks Vater Pavel, der als Trainer im tschechoslowakischen Eishockeyverband tätig war, aber als sehr gering an und warteten daher bis zur zehnten Runde ab. Zur Spielzeit 1984/85 kehrte der 18-Jährige dann zu seinem Stammklub nach Prag zurück. Dort war er die folgenden vier Spieljahre aktiv und sicherte sich unter anderem den Vizemeistertitel in der Saison 1987/88. Außerdem war er im Vorjahr Topscorer der Liga gewesen.
Nachdem sich im Verlauf der vier Jahre mehrere Nationalmannschaftskollegen nach Nordamerika und damit in die National Hockey League abgesetzt hatten, intensivierten auch die New York Islanders ihr Bemühen um die Dienste des Angreifers. Da Voleks Vater aber aus dem Verband ausgeschieden war sowie inzwischen auf Bitten eine Anstellung im westlich orientierten Deutschland beim EV Landshut angenommen hatte, und Volek selbst mit ungerechtfertigten Dopingvorwürfen in der Heimat konfrontiert worden war, nutzten er und seine spätere Frau einen Besuch bei seinem Vater in Landshut, um mit Hilfe eines nordamerikanischen Spielerberaters zunächst nach Kanada zu immigrieren. In der Fogle unterzeichnete der Tschechoslowake einen Vertrag bei den Islanders und stand mit Beginn der Saison 1988/89 schließlich im Kader des Teams. In seiner Rookiesaison in der Liga erreichte er 59 beachtliche Scorerpunkte in 77 Einsätzen. Dies bescherte dem Flügelangreifer die Wahl ins NHL All-Rookie Team. In den folgenden beiden Jahren erfüllte Volek die in ihn gesetzten Erwartungen zunächst. Zwar ließ seine Punkteausbeute mit 39 Punkten deutlich zurück, doch diese erholte sich im Spieljahr 1991/92, als er mit 60 Punkten einen Karrierebestwert aufstellte. Im Verlauf der Spielzeit 1992/93 hielt Volek dem ihm auferlegten Druck aber nicht mehr stand und bat zwischenzeitlich um einen Transfer zu einem anderen Team. Seine Offensivausbeute ging von 60 auf 21 Punkte zurück. Dennoch sorgte er in den Stanley-Cup-Playoffs 1993 mit seinem Overtime-Treffer im siebten Spiel der zweiten Runde gegen den amtierenden Stanley-Cup-Sieger und Favoriten Pittsburgh Penguins für eine der Playoff-Überraschungen der frühen 1990er-Jahre. In der Saison 1993/94 absolvierte der Angreifer lediglich 32 Spiele für New York, da er sich Anfang Januar 1994 eine schwere Verletzung an der Bandscheibe zuzog, die ihn für den Rest der Saison sowie der kompletten folgenden, die wegen des Lockouts verkürzt wurde, ausfallen ließ.
Mit der Verletzung endete auch Voleks NHL-Karriere, da er im Sommer 1995 in seine tschechische Heimat zurückkehrte. Er bestritt im Saisonverlauf noch einige Spiele in der ersten und zweiten Liga für seine Jugendklubs aus Prag und Karlovy Vary, beendete nach der Spielzeit aber im Alter von 30 Jahren seine aktive Karriere vollends.
Volek kehrte daraufhin wieder in die Vereinigten Staaten zurück. Dort wurde er von den Buffalo Sabres aus der NHL als Scout angestellt. Insgesamt war er dort neun Jahre bis zum Sommer 2005 tätig. Anschließend kehrte er wieder nach Tschechien zurück, wo er kurzzeitig Assistenztrainer des HC Sparta Prag war. Mit Beginn der Saison 2007/08 betreute er für zwei Jahre die U20-Mannschaft Spartas, ehe er zur Saison 2009/10 Cheftrainer des Zweitligisten HC Berounští Medvědi wurde. Dieses Engagement endete aber bereits nach einigen Monaten, da er zur Profimannschaft von Sparta Prag zurückkehrte. Der Posten bei Sparta sollte in der Folge seine letzte Traineranstellung sein. Volek kehrte abermals nach Nordamerika zurück, um dort wieder als Scout tätig zu sein. Zunächst arbeitete er zwischen 2011 und 2016 für die Calgary Flames in dieser Position, anschließend zwei Jahre bis zum Sommer 2018 für die Vancouver Canucks.

### International
Für sein Geburtsland Tschechoslowakei war Volek sowohl im Junioren- als auch Seniorenbereich bei zahlreichen Turnieren aktiv. Mit der tschechoslowakischen U20-Nationalmannschaft absolvierte der Stürmer die Junioren-Weltmeisterschaft 1986 in Kanada, die das Team auf dem fünften Platz abschloss. In den Vorjahren hatte er mit der U18-Landesauswahl eine Bronze- und eine Silbermedaille bei den U18-Junioren-Europameisterschaften 1983 in Norwegen und 1984 in Deutschland gewonnen. Insgesamt absolvierte er bei bedeutenden internationalen Turnieren 17 Spiele für die Auswahlmannschaften der Tschechoslowakei und punktete dabei 22-mal.
Sein Debüt im Trikot der tschechoslowakischen A-Nationalmannschaft gab Volek zum Jahreswechsel 1986/87, als er am Calgary Cup teilnahm, der als Generalprobe für das Eishockeyturnier der Olympischen Winterspiele 1988 im kanadischen Calgary galt. Dabei erzielte er in vier Spielen ebenso viele Tore und gewann das Einladungsturnier nach einem Finalsieg über die UdSSR. Mit seiner Leistung dort erhielt der Stürmer auch einen Kaderplatz für die Weltmeisterschaft 1987 in der österreichischen Hauptstadt Wien, die die Tschechoslowaken mit dem Gewinn der Bronzemedaille abschlossen. Ebenso erhielten sie die Silbermedaille für die gleichzeitig gewertete Europameisterschaft. Zu den Medaillengewinnen trug Volek in zehn Einsätzen drei Tore bei. Wenige Wochen später nahm er mit der Mannschaft dann am Canada Cup 1987 teil.
Den Höhepunkt seiner internationalen Karriere stellte jedoch die Teilnahme an den Olympischen Winterspielen 1988 dar. Allerdings erreichte er mit der tschechoslowakischen Olympiaauswahl lediglich den sechsten Rang. Mit derselben Platzierung schloss er auch seine zweite Weltmeisterschaftsteilnahme im Jahr 1991 in Finnland ab.

## Erfolge und Auszeichnungen
- 1987 Topscorer der 1. Liga
- 1988 Tschechoslowakischer Vizemeister mit dem TJ Sparta ČKD Prag
- 1989 NHL All-Rookie Team

### International
- 1983 Bronzemedaille bei der U18-Junioren-Europameisterschaft
- 1984 Silbermedaille bei der U18-Junioren-Europameisterschaft
- 1987 Bronzemedaille bei der Weltmeisterschaft
  - Silbermedaille bei der Europameisterschaft

## Karrierestatistik

### International
Vertrat Tschechoslowakei bei:
| - U18-Junioren-Europameisterschaft 1983 - U18-Junioren-Europameisterschaft 1984 - Junioren-Weltmeisterschaft 1986 - Weltmeisterschaft 1987 | - Canada Cup 1987 - Olympischen Winterspielen 1988 - Weltmeisterschaft 1991 |

(Legende zur Spielerstatistik: Sp oder GP = absolvierte Spiele; T oder G = erzielte Tore; V oder A = erzielte Assists; Pkt oder Pts = erzielte Scorerpunkte; SM oder PIM = erhaltene Strafminuten; +/− = Plus/Minus-Bilanz; PP = erzielte Überzahltore; SH = erzielte Unterzahltore; GW = erzielte Siegtore; 1 Play-downs/Relegation; Kursiv: Statistik nicht vollständig)